# Schweppenhausen

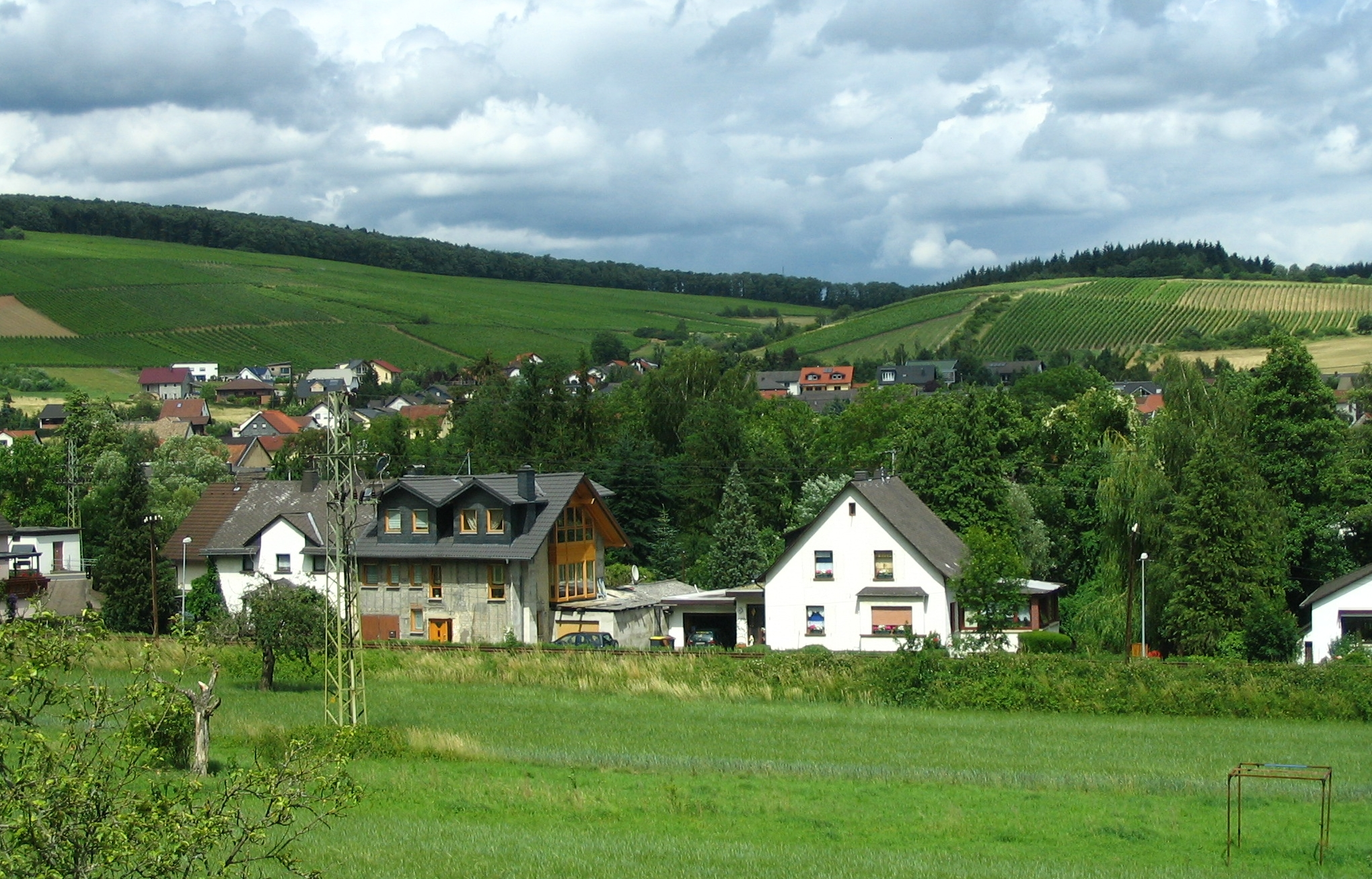
Ansicht von Westen

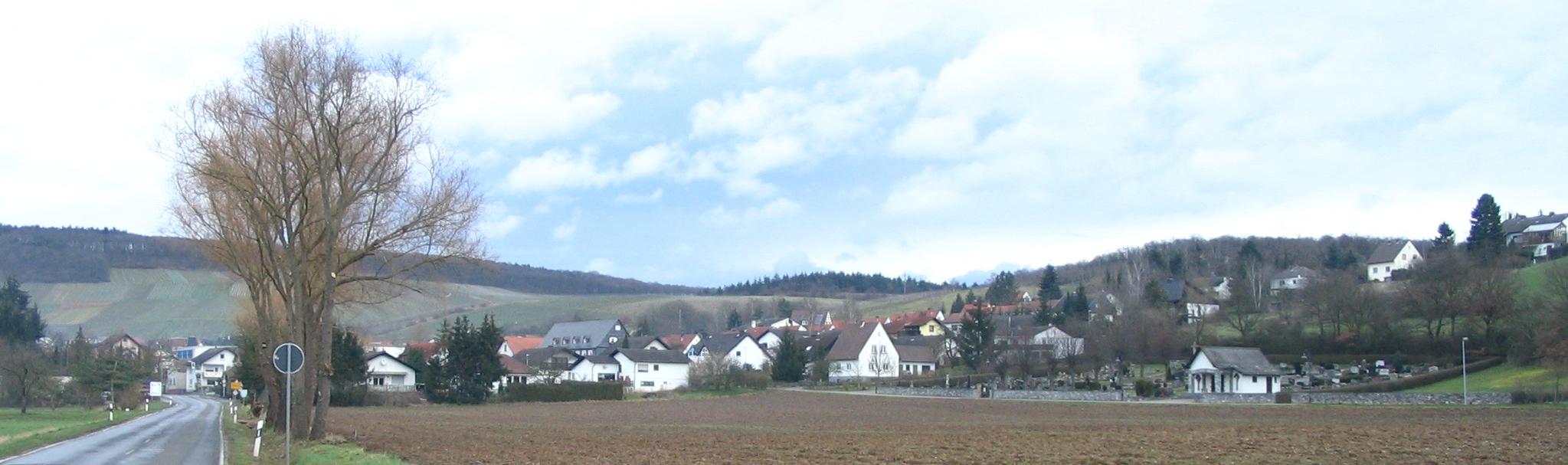
Ansicht von Süden

Schweppenhausen ist eine Ortsgemeinde im Landkreis Bad Kreuznach in Rheinland-Pfalz. Sie gehört der Verbandsgemeinde Langenlonsheim-Stromberg an.

## Geographische Lage
Eingebettet zwischen Wald, Feld und Weinbergen am Guldenbach ist Schweppenhausen „das Tor zum Hunsrück“. Schweppenhausen ist etwa 10 Kilometer von Bingen am Rhein und etwa 13 Kilometer von Bad Kreuznach entfernt.
Zum Ort gehören die Wohnplätze Haus Aumühle, Papiermühle / Laubsägefabrik, Steinfelder Hof, Sägewerk Weinzheimers Mühl und Winklers Mühle.
Nachbarorte von Schweppenhausen sind die Ortsgemeinden Waldlaubersheim im Osten, Windesheim im Südosten, Eckenroth und Schöneberg im Westen, sowie die Stadt Stromberg im Nordwesten.

## Geschichte
Sweppenhuzun wird im Jahr 1125 in einer Urkunde Kaiser Heinrichs V. als Besitz der Abtei St. Maximin von Trier zum ersten Mal genannt. Seit dem 14. Jahrhundert war es als Lehen der Wildgrafen und Pfalzgrafen im Besitz der Familie von Ingelheim. Die wesentlichen Unterlagen zu Schweppenhausen, beginnend noch im Mittelalter, liegen im Landeshauptarchiv Koblenz unter der Signatur Abt 53 C 44.
Die Inbesitznahme des linken Rheinufers durch französische Revolutionstruppen beendete die alte Ordnung. Der Ort wurde von 1798 bis 1814 Teil der Französischen Republik (bis 1804) und anschließend des Französischen Kaiserreichs. Schweppenhausen wurde der Mairie Windesheim zugeordnet, die dem Kanton Stromberg im Arrondissement Simmern des Rhein-Mosel-Departements angehörte. Nach der Niederlage Napoleons kam der Ort aufgrund der 1815 auf dem Wiener Kongress getroffenen Vereinbarungen zum Königreich Preußen. Aus der Mairie wurde die Bürgermeisterei Windesheim, die dem neu errichteten Kreis Kreuznach im Regierungsbezirk Koblenz zugeordnet wurde, der von 1822 an zur preußischen Rheinprovinz gehörte.
Als Folge des Ersten Weltkriegs war die gesamte Region dem französischen Abschnitt der Alliierten Rheinlandbesetzung zugeordnet. Die Bürgermeisterei Windesheim wurde 1927 in Amt umbenannt und ging 1938 im Amt Stromberg auf. Nach dem Zweiten Weltkrieg wurde Schweppenhausen innerhalb der französischen Besatzungszone Teil des damals neu gebildeten Landes Rheinland-Pfalz.
Statistik zur Einwohnerentwicklung
Die Entwicklung der Einwohnerzahl von Schweppenhausen, die Werte von 1871 bis 1987 beruhen auf Volkszählungen:
| Jahr | Einwohner |
| 1815 | 475       |
| 1835 | 562       |
| 1871 | 487       |
| 1905 | 525       |
| 1939 | 540       |
| 1950 | 708       |

| Jahr | Einwohner |
| 1961 | 753       |
| 1970 | 836       |
| 1987 | 900       |
| 2005 | 870       |
| 2011 | 906       |
| 2022 | 910       |

## Politik

### Bürgermeister
Anke Denker (SPD) wurde 2024 Ortsbürgermeisterin von Schweppenhausen.
Vorgänger war Alexander Dejon (parteilos) seit 2022. Er wurde vom Ortsgemeinderat einstimmig in das seit Jahresbeginn vakante Ehrenamt gewählt.
Dejons Vorgänger  Carsten Schmitt hatte sich bei einer Stichwahl am 16. Juni 2019 mit einem Stimmenanteil von 52,16 Prozent gegen den bisherigen Amtsinhaber Günter Landwermann durchgesetzt. Zum 31. Dezember 2021 legten er und der Erste Beigeordnete Bertram Grießl (WG Landwermann) ihre Ämter nieder. Da für eine am 27. März angesetzte Direktwahl kein Wahlvorschlag eingereicht wurde, oblag die Neuwahl eines Bürgermeisters nun dem Rat, der zunächst aber keinen Bewerber finden konnte. Im ersten Halbjahr 2022 führte der Beigeordnete Michael Heep die Amtsgeschäfte, ab dem 1. Juli 2022 übernahm der Bürgermeister der Verbandsgemeinde, Michael Cyfka, gemäß Gemeindeordnung als Beauftragter vorübergehend die Aufgaben des Ortsbürgermeisters.

## Wirtschaft und Infrastruktur
War Schweppenhausen in den vorangegangenen Jahrhunderten vor allem von Landwirtschaft, Weinbau sowie den Mühlen am Guldenbach geprägt, gewannen mit Fertigstellung der Hunsrückquerbahn im Jahr 1889 holzverarbeitende und andere Betriebszweige zunehmend an Bedeutung. Ein Kindergarten und eine Grundschule befinden sich im Ort. Die gute Dorfgemeinschaft wird durch ein vielfältiges Vereinsleben geprägt.

### Weinbau
Schweppenhausen gehört zum „Weinbaubereich Nahetal“ im Anbaugebiet Nahe. Im Ort sind drei Weinbaubetriebe tätig, die bestockte Rebfläche beträgt 46 Hektar. Etwa 72 Prozent des angebauten Weins sind Weißweinrebsorten (Stand 2007). Im Jahre 1979 waren noch 22 Betriebe tätig, die Rebfläche hat sich seitdem nicht wesentlich verändert.

### Verkehr
Durch die etwa 1,5 Kilometer entfernte A 61 ist Schweppenhausen ans Autobahnnetz rund um das Rhein-Main-Gebiet angebunden. Der Haltepunkt Schweppenhausen lag an der Hunsrückquerbahn Langenlonsheim–Hermeskeil.